# Szabo Bluff
La Szabo Bluff (in lingua inglese: Falesia Szabo), è una falesia o scogliera antartica, situata appena a nord del Price Bluff, sulla linea di divisione tra il ghiacciaio Van Reeth e il ghiacciaio Robison, nei Monti della Regina Maud, in Antartide.

## Storia
La falesia è stata mappata dall'United States Geological Survey (USGS) sulla base di rilevazioni e foto aeree scattate dalla U.S. Navy nel periodo 1960-64.
La denominazione è stata assegnata dall'Advisory Committee on Antarctic Names (US-ACAN) in onore del luogotenente Alex J. Szabo, pilota di aerei della squadriglia VX-6 della U.S. Navy durante l'Operazione Deep Freeze del 1966 e 1967.